# 横須賀市立常葉中学校
横須賀市立常葉中学校（よこすかしりつ ときわちゅうがっこう）とは、神奈川県横須賀市小川町にある市立中学校。

## 沿革
- 1960年（昭和35年） - 横須賀市立不入斗中学校、横須賀市立坂本中学校から分離、横須賀市立常葉台中学校として大津地区に開校。
- 1976年（昭和51年） - 現行地に移転。現校名に改称。

## 部活動

### 運動部：7
- 陸上競技部（男女）
- ソフトテニス部（女子）
- バレーボール部（女子）
- バスケットボール部（男女）
- 野球部（男子）
- サッカー部（男子）
- 駅伝部（男女）

### 廃部 (運動部)：1
- ソフトボール部（女子）

### 文化部：5
- 家庭科部
- 科学部
- 美術部
- 華道部
- 吹奏楽部

## 通学区域
2014年度は以下の通りである。
- 本町1丁目、2丁目、3丁目の内23番地
- 稲岡町
- 楠ヶ浦町
- 泊町
- 猿島
- 新港町
- 小川町
- 大滝町
- 緑が丘
- 若松町
- 日の出町
- 米が浜通
- 平成町（1丁目5番地3を除く）
- 安浦町1丁目、2丁目、3丁目（27番～31番を除く）
- 富士見町1丁目（13番～30番を除く）、2丁目
- 田戸台の内78番～80番、84番～88番、91番地、92番地

また、安浦町3丁目27～31番地は横須賀市立大津中学校の通学区域であるが、通うことができる。

## 進学前小学校
- 横須賀市立諏訪小学校 - 全域
- 横須賀市立田戸小学校 - 全域

また、公立学校選択制による、他校の通学区域からの受け入れは行われてない。

## 交通
- 京浜急行バス ポートマーケット前バス停より徒歩4分（約350m）
- 京浜急行電鉄 横須賀中央駅より徒歩7分（約550m）

## 著名な出身者
- 西山麗（ソフトボール選手）
- 舛方一真（解散したお笑いグループ「エレファンツ」の元メンバー）
- 上杉昇（ミュージシャン）
- hide（X JAPAN メンバー、hide with Spread Beaver メンバー、ミュージシャン、音楽プロデューサー）